# Lasiopogon appalachensis
Lasiopogon appalachensis là một loài ruồi trong họ Asilidae. Lasiopogon appalachensis được Cannings miêu tả năm 2002. Loài này phân bố ở vùng Tân Bắc giới.